# Рудкёбинг
Рудкёбинг (дат. Rudkøbing) — старый торговый город в Дании, являющийся главным городом на острове Лангеланн. 1 января 2018 года в городе проживал 4671 человек.

## История
Город впервые упоминается в 1287 году, когда он получил привилегии торгового города, хотя город существовал и до этого. Во время Графской распри (1534—1536) и датско-шведской войны (1658—1660) город осаждался шведской армией. Оба раза городские укрепления помогли избежать городу немедленного падения, тем не менее город захватывался шведами оба раза. В городе свирепствовала «черная смерть» в 16 и 17 веках. Два раза происходили пожары в 1590 и 1610. В 1826 в Рудкёбинге появился порт. В 1898 году в городе было около 3500 жителей и в порту размещалось 152 корабля. Каждый город в город приходило около 2500 кораблей с грузоподъемностью более 18000 метрических тонн и уходило около 2800 кораблей. Город поддерживал торговые связи с Копенгагеном, Свеннборгом, Марсталем, Корсёром. Во время между первой и второй мировой войнами численность населения оставалась постоянной и составляла около 4000 жителей, в 1930 году достигнув показателя 4129 жителя. В конце 1950-х -начале 1960-х годов к 1966 году был построен мост между Свеннборгом и Рудкёбингом. В результате старая паромная переправа между этими двумя городами потеряла популярность. Открытая в 1866 паромная переправа между Марсталеи и Рудкёбингом была закрыта в 2013. Рудкёбинг был центром бывшей коммуны Рудкёбинг в округе Фюн и является центром коммуны Лангеланн в регионе Южная Дания. В 2007 году в результате административной реформы были объединены коммуны Рудкёбинг, Сюдлангеланн и Транекер.

## Транспорт
Лангеланнский мост соединяет Рудкёбинг с островом Сиё, который соединен Сиёсуннским мостом с островом Тосинге. Тосинге соединен Свеннеборгским мостом с Свеннборгом на острове Фюн, что делается Рудкёбинг доступным по автомобильной дороге. С 1911 по 1962 Рудкёбинг являлся станцией на Лангеланнской железной дороге, которая была соединена со Свеннборгом в 1926 году.

## Известные уроженцы
- Гертруд Сворнагерс (ум. 1556) обвинена Хансом Ипсеном в том, что является ведьмой. Процесс против неё привел к изменению в законах об охоте на ведьм.
- Эрик Бредаль (1608—1672) — датско-норвежский лютеранский епископ.
- Отто Фабрициус (1744—1822) — датский миссионер, натуралист, этнограф и исследователь Гренландии.
- Ханс Кристиан Эрстед (1777—1851) — физик и химик, обнаруживший, что электрический ток создает магнитное поле.
- Андерс Сандёэ Эрстед (1778—1860) — политик и юрист, который был премьер-министром Дании в 1853—1854 годах.
- Андерс Сандёэ Эрстед (1816—1872) — ботаник, миколог, зоолог.
- Йенс Кристиан Баю (1871—1962) — датско-американский писатель и библиотекарь, эмигрировавший в США в 1892.
- Ингрид Ларсен (1912—1997) — датская пловчиха, участвовавшая в олимпийских играх 1932 года.
- Пребен Лерорф Рюэ (1917—1995) — киноактёр, появившийся с 1941 по 1989 в 92 фильмах.
- Бьорн Ватт Булсен (1923—1998) — датский актёр.
- Эрик Ларсен (р. 1944) — датский политик из Либеральной партии, мэр коммуны Эгебьерг (1978—1986), член Фолькетинга (1987—2005).
- Николай Костер-Валдау (р. 1970), актёр, снявшийся в сериале «Игра престолов».